# Molophilus capitatus
Molophilus capitatus là một loài ruồi trong họ Limoniidae. Chúng phân bố ở miền Australasia.